# Trichotolinum
Trichotolinum là chi thực vật có hoa trong họ Cải.